# Pardosa nebulosa
Pardosa nebulosa este o specie de păianjeni din genul Pardosa, familia Lycosidae. A fost descrisă pentru prima dată de Tord Tamerlan Teodor Thorell în anul 1872. Conține o singură subspecie: P. n. orientalis.